# Nathalie Courval
Nathalie Courval est une actrice française, née le 14 décembre 1942 à Montreuil.
Après les cours Viriot, elle commence sa carrière sous le nom de Nathalie Bonnemaison.
Elle a beaucoup tourné dans les années 1970, notamment dans des comédies réalisés par des cinéastes comme Georges Lautner, Jean Aurel, Michel Gérard ou Gérard Pirès.
Grâce à son époux, le réalisateur Gilles Béhat, elle aborde un registre plus dramatique dans les films Rue barbare et Urgence.

## Filmographie

### Cinéma
- 1967 : Jerk à Istanbul de Francis Rigaud
- 1970 : Caïn de nulle part de Daniel Daert
- 1970 : Des vacances en or de Francis Rigaud
- 1973 : Quelques messieurs trop tranquilles film de Georges Lautner : Solange
- 1973 : Elle court, elle court la banlieue film de Gérard Pirès : Marie
- 1973 : Il n'y a pas de fumée sans feu d'André Cayatte
- 1974 : Comme un pot de fraises film de Jean Aurel: Joëlle
- 1974 : Soldat Duroc, ça va être ta fête film de Michel Gérard: Brigitte
- 1974 : Toute une vie film de Claude Lelouch : la femme de l'avocat
- 1974 : Par ici la monnaie film de Richard Balducci : Marceline
- 1975 : Attention les yeux ! film de Gérard Pirès : Jenny
- 1975 : Tendre Dracula film de Pierre Grunstein : Madeleine
- 1975 : Catherine et Compagnie de Michel Boisrond : Mauve
- 1978 : Haro ! de Gilles Béhat
- 1979 : Cause toujours... tu m'intéresses ! d'Édouard Molinaro : Nicole
- 1979 : L'Associé de René Gainville : la femme au bébé
- 1984 :  Rue barbare, de Gilles Béhat : Ginette
- 1985 : Urgence, de Gilles Béhat : Béatrice
- 1987 : Association de malfaiteurs, de Claude Zidi
- 1987 : Dernier été à Tanger d'Alexandre Arcady
- 1990 : Bienvenue à bord ! de Jean-Louis Leconte
- 1991 : Toujours seuls, de Gérard Mordillat

### Télévision
- 1971 : Au théâtre ce soir : S.O.S. homme seul de Jacques Vilfrid et Jean Girault, mise en scène Michel Vocoret, réalisation Pierre Sabbagh, Théâtre Marigny
- 1984 : Billet doux, mini-série de Michel Berny : Sonia
- 1993 : Julie Lescaut, épisode Harcèlements de Caroline Huppert - Cécile
- 1994 : Les Cordiers, juge et flic, épisode Combinaison mortelle d'Alain Bonnot - Sylvia
- 2004 : À trois c'est mieux de Laurence Katrian
- 2005 : La Tête haute de Gérard Jourd'hui

## Théâtre
- 1969 : S.O.S. Homme seul de Jacques Vilfrid, mise en scène Michel Vocoret, théâtre des Nouveautés
- 1978 : Hôtel particulier de Pierre Chesnot, mise en scène Raymond Rouleau, théâtre de Paris
- 1980 : Tribulations sexuelles à Chicago de David Mamet, mise en scène Nikolaï Arutène, théâtre des Blancs-Manteaux[1].
- 1982 : Du vent dans les branches de sassafras de René de Obaldia, mise en scène Jacques Rosny, théâtre des Célestins
- 1984 : Kidnapping de Catherine Rihoit, mise en scène Étienne Bierry, Poche Montparnasse
- 1994 : L'Amour foot de Robert Lamoureux, mise en scène Francis Joffo, théâtre Antoine
- 2002 : Un vrai bonheur de et mise en scène Didier Caron, théâtre Fontaine
- 2003 : Un vrai bonheur de et mise en scène Didier Caron,   théâtre Hébertot